# Creencia

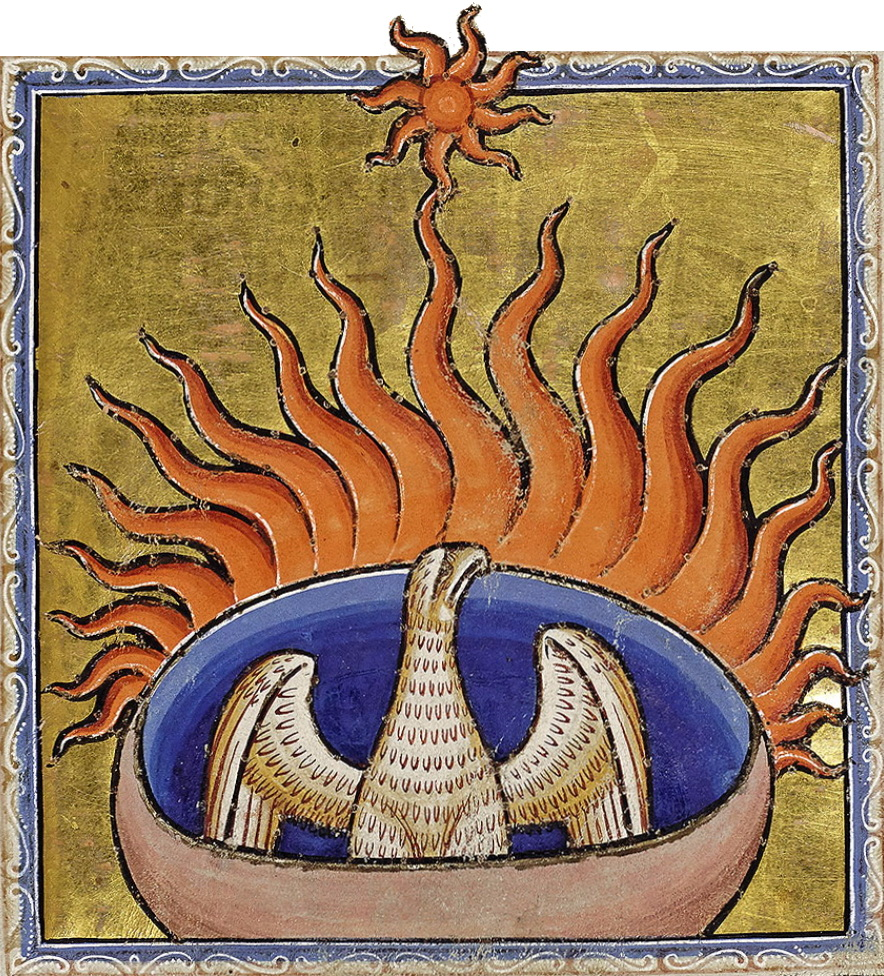
La leyenda del fénix resurgiendo de sus cenizas es una creencia en la resurrección profundamente arraigada en la civilización occidental.

Las creencias son estados de la mente en los que un sujeto supone que algo es verdadero o probable, pero se expresan lingüísticamente mediante afirmaciones. Hay desacuerdo sobre cuáles son las características esenciales de las creencias: los representacionistas identifican creencias con actitudes proposicionales hacia representaciones mientras que los funcionalistas ven su papel causal como esencial y los interpretacionistas se centran en la dependencia de la interpretación de otra persona.
El concepto de creencia se aplica a diferentes tipos de actitudes mentales, que pueden clasificarse utilizando algunas distinciones básicas. Las creencias ocurrentes son conscientes o causalmente activas de alguna otra manera, mientras que las creencias disposicionales están actualmente inactivas. Las creencias plenas implican la aceptación sin reservas de que algo es cierto, mientras que las creencias parciales incluyen un grado de certeza con respecto a la probabilidad. En su significado principal, creencia se considera como creencia-de-que, es decir, como una actitud mental hacia una proposición o un estado de cosas. Esto contrasta con el uso como creencia-en, que a menudo se refiere a la confianza en una persona o a una actitud hacia la existencia de algo. Este sentido desempeña un papel central en la creencia religiosa con respecto a la creencia en Dios. Hay varias teorías sobre cómo el contenido de una creencia depende del contenido de otras creencias mantenidas por la misma persona. Los atomistas niegan tales relaciones de dependencia, los molecularistas las restringen a creencias estrechamente relacionadas, mientras que los holistas sostienen que pueden existir entre creencias cualesquiera. Los externalistas asumen que las creencias de una persona dependen de su relación con el entorno, mientras que los internalistas sostienen que están determinadas únicamente por lo que ocurre en la cabeza de esa persona.
Las creencias desempeñan un papel central en la epistemología, donde el conocimiento se ha definido tradicionalmente como creencia verdadera justificada. Hay diferentes vías de formación de creencias: las creencias pueden originarse internamente, cuando se basan en las propias experiencias del creyente, o externamente, cuando se adoptan de otras personas.

## Concepciones
Se han propuesto varias concepciones de las características esenciales de las creencias (belief), pero no hay consenso sobre cuál es la correcta. El representacionalismo es la posición tradicionalmente dominante. En su forma más común, sostiene que las creencias son actitudes mentales hacia representaciones, que generalmente se identifican con proposiciones. Estas actitudes forman parte de la constitución interna de la mente que mantiene la actitud. Este punto de vista contrasta con el funcionalismo, que define las creencias no en términos de la constitución interna de la mente, sino en términos de la función o del papel causal desempeñado por ellas. Según el disposicionalismo, las creencias se identifican con disposiciones para comportarse de ciertas maneras. Este punto de vista puede verse como una forma de funcionalismo que define las creencias en términos del comportamiento que tienden a causar. El interpretacionismo constituye otra concepción que ha ganado popularidad en la filosofía contemporánea. Sostiene que las creencias de una entidad son, en cierto sentido, dependientes o relativas a la interpretación por otra persona sobre esta entidad. El representacionalismo tiende a asociarse con un dualismo mente-cuerpo. Las consideraciones naturalistas contra este dualismo son una de las motivaciones para elegir una de las concepciones alternativas.

### Representacionalismo
El representacionalismo caracteriza las creencias en términos de representaciones mentales. Las representaciones suelen definirse como objetos con propiedades semánticas, como tener un contenido, referirse a algo, ser verdadero o falso, etc. Las creencias forman una clase especial de representaciones mentales, ya que no implican cualidades sensoriales para representar algo, a diferencia de las percepciones o los recuerdos episódicos. Por eso, parece natural interpretar las creencias como actitudes hacia proposiciones, que también constituyen representaciones no sensoriales, es decir, como actitudes proposicionales. Como actitudes mentales, las creencias se caracterizan tanto por su contenido como por su modo. El contenido de una actitud es a lo que se dirige esta actitud: su objeto. Las actitudes proposicionales se dirigen a proposiciones. Las creencias suelen distinguirse de otras actitudes proposicionales, como deseos, por su modo o la forma en que se dirigen a proposiciones. El modo de creencias tiene una dirección de ajuste mente-a-mundo (mind-to-world direction of fit): las creencias tratan de representar el mundo tal como es, no pretenden cambiarlo, a diferencia de los deseos. Por ejemplo, según esta perspectiva, si Rahul cree que hará sol hoy, entonces tiene una actitud mental hacia la proposición «Hará sol hoy», que afirma que esta proposición es verdadera. Esto es diferente del deseo de Sofía de que haga sol hoy, a pesar de que tanto Rahul como Sofía tienen actitudes hacia la misma proposición. La dirección de ajuste mente-a-mundo de las creencias a veces se expresa diciendo que las creencias tienen como objetivo la verdad. Este objetivo también se refleja en la tendencia a revisar una creencia al recibir nueva evidencia de que es falsa. Por lo tanto, al escuchar la previsión del mal tiempo, es probable que Rahul, pero no Sofía, cambie su actitud mental.
Hay diferentes formas de concebir cómo las representaciones mentales se realizan en la mente. Una forma es la hipótesis del lenguaje del pensamiento (language of thought hypothesis), que afirma que las representaciones mentales tienen una estructura similar al lenguaje, a veces denominada «mentalés». Al igual que el lenguaje regular, se trata de elementos simples que se combinan de diversas maneras según reglas sintácticas para formar elementos más complejos que actúan como portadores de significado. Según esta concepción, mantener una creencia implicaría almacenar tal elemento complejo en la mente. Las diferentes creencias están separadas entre sí porque corresponden a diferentes elementos almacenados en la mente. Una alternativa más holística a la hipótesis del lenguaje del pensamiento es la concepción del mapa, que utiliza la analogía con los mapas para dilucidar la naturaleza de las creencias.  Según este punto de vista, el sistema de creencias de una mente no debe concebirse como un conjunto de muchas oraciones individuales, sino como un mapa que codifica la información contenida en estas oraciones. Por ejemplo, el hecho de que Bruselas esté a medio camino entre París y Ámsterdam puede expresarse tanto lingüísticamente a través de una oración como a través de un mapa por sus relaciones geométricas internas.

### Funcionalismo
El funcionalismo contrasta con el representacionalismo en el sentido de que define las creencias no en términos de la constitución interna de la mente, sino en términos de la función o el papel causal que desempeñan. Este punto de vista a menudo se combina con la idea de que la misma creencia puede realizarse de varias maneras y que no importa cómo se realice mientras desempeñe el papel causal característico de ella. Como analogía, un disco duro se define de manera funcionalista: realiza la función de almacenar y recuperar datos digitales. Esta función puede realizarse de muchas maneras diferentes: estando hecha de plástico o acero, usando cinta magnética o láser. Los funcionalistas sostienen que algo similar es cierto para las creencias (o los estados mentales en general). Entre los roles relevantes para las creencias está su relación con las percepciones y con las acciones: las percepciones generalmente causan creencias y las creencias causan acciones. Por ejemplo, ver que el semáforo ha cambiado a rojo generalmente se asocia con la creencia de que está rojo, lo que a su vez hace que el conductor detenga el coche. Los funcionalistas utilizan tales características para definir creencias: cualquier cosa que sea causada por las percepciones de cierta manera y que también cause comportamiento de cierta manera se llama creencia. Esto es cierto no solo para los humanos, sino que puede incluir animales, extraterrestres hipotéticos o incluso computadoras. Desde este punto de vista, tendría sentido atribuir la creencia de que el semáforo está rojo a un automóvil autónomo que se comporta como un conductor humano.
El disposicionalismo a veces se considera una forma específica de funcionalismo. Define creencias solo con respecto a su papel como causas de comportamiento o como disposiciones para comportarse de cierta manera. Por ejemplo, la creencia de que hay un pastel en la despensa se asocia con la disposición a afirmarlo cuando se le pregunta y a ir a la despensa cuando tiene hambre. Aunque no es controvertido que las creencias moldean nuestro comportamiento, la tesis de que las creencias pueden definirse exclusivamente a través de su papel en la producción de comportamientos ha sido disputada.  El problema surge porque los mecanismos moldeando nuestro comportamiento parecen ser demasiado complejos para señalar la contribución general de una creencia en particular en cualquier situación posible. Por ejemplo, uno puede decidir no afirmar que hay un pastel en la despensa cuando se le pregunta porque quiere mantenerlo en secreto. O puede que uno no coma el pastel a pesar de tener hambre porque también cree que está envenenado. Debido a esta complejidad, no podemos definir ni siquiera una creencia tan simple como esta en términos de disposiciones conductuales de las que es responsable.

### Interpretacionismo
Según el interpretacionismo, las creencias de una entidad son en cierto sentido dependientes o relativas a la interpretación por otra persona sobre esta entidad. Daniel Dennett es un defensor importante de tal posición. Sostiene que atribuimos creencias a entidades para predecir cómo se comportarán. Las entidades con estructuras simples de comportamiento pueden describirse mediante leyes físicas o en términos de su función. Dennett se refiere a estas formas de explicación como la postura física y la postura de diseño. Estas posturas se contrastan con la postura intencional, que se aplica a entidades con un comportamiento más complejo al atribuir creencias y deseos a estas entidades. Por ejemplo, podemos predecir que una jugadora de ajedrez moverá su dama a f7 si le atribuimos el deseo de ganar la partida y la creencia de que esa jugada lo logrará. El mismo procedimiento también puede aplicarse para predecir cómo se comportará una computadora de ajedrez. La entidad tiene la creencia en cuestión si esta creencia puede utilizarse para predecir su comportamiento. Tener una creencia es relativo a una interpretación, ya que puede haber diferentes formas igualmente buenas de atribuir creencias para predecir el comportamiento. Así que puede haber otra interpretación que predice el movimiento de la dama hacia f7 que no implica la creencia de que este movimiento ganará la partida. Otra versión del interpretacionismo se debe a Donald Davidson, que utiliza el experimento mental de la interpretación radical, en el que el objetivo es dar sentido al comportamiento y al lenguaje de otra persona desde cero sin ningún conocimiento del lenguaje de esta persona. Este proceso implica atribuir creencias y deseos al hablante. El hablante realmente tiene estas creencias si este proyecto puede tener éxito en principio.
El interpretacionismo puede combinarse con el eliminativismo y el instrumentalismo sobre las creencias. Los eliminativistas sostienen que, en sentido estricto, no hay creencias. Los instrumentalistas están de acuerdo con los eliminativistas, pero añaden que, a pesar de eso, las atribuciones de creencias son útiles. Esta utilidad puede explicarse en términos del interpretacionismo: las atribuciones de creencias nos ayudan a predecir cómo se comportarán las entidades. Se ha argumentado que el interpretacionismo también puede entenderse en un sentido más realista: que las entidades realmente tienen las creencias que se les atribuyen y que estas creencias participan en la red causal. Pero para que esto sea posible, puede ser necesario definir el interpretationismo como una metodología y no como una perspectiva ontológica de las creencias.

### Como mapa
Frank P. Ramsey propone una metáfora para indicar cómo podemos entender lo que son las creencias en su relación con lo real. Dice que son como un mapa grabado en el sistema (en el ADN, o en determinados aprendizajes) que nos guían o mejor nos orientan en el mundo para encontrar la satisfacción de nuestras necesidades. Tales mapas no dicen “lo que son las cosas”, sino que muestran formas de conducta adecuadas a la satisfacción de las propias necesidades en el campo del mundo percibido en la experiencia.

## Clasificación
Las creencias pueden clasificarse en varios tipos según su estado ontológico, su grado, su objeto o sus propiedades semánticas.

### Ocurrente y disposicional
Tener una creencia ocurrente de que Ayers Rock se encuentra en Australia implica entretener la representación asociada con esta creencia, por ejemplo, pensando activamente en ella. Pero la gran mayoría de nuestras creencias no están activas la mayor parte del tiempo, están meramente disposicionales. Por lo general, se vuelven activas o occurrentes cuando son necesarias o relevantes de alguna manera y luego vuelven a su estado disposicional después. Por ejemplo, la creencia de que «57 es mayor que 14» probablemente era disposicional para el lector antes de leer esta oración, se ha vuelto ocurrente mientras la lee y pronto puede volverse disposicional otra vez cuando la mente se enfoca en otra cosa. La distinción entre creencias ocurrentes y disposicionales se identifica a veces con la distinción entre creencias conscientes e inconscientes. Pero se ha argumentado que, a pesar de su superposición, las dos distinciones no coinciden. La razón de esto es que las creencias pueden moldear el comportamiento y estar involucradas en el razonamiento incluso si el sujeto no es consciente de ellas. Tales creencias son casos de estados mentales ocurrentes inconscientes. Desde este punto de vista, estar ocurrente corresponde a estar activo, ya sea consciente o inconsciente.
Una creencia disposicional no es lo mismo que una disposición a creer. Tenemos varias disposiciones para creer si hay las percepciones adecuadas, por ejemplo, para creer que está lloviendo dada la percepción de lluvia. Sin esta percepción, todavía hay una disposición a creer, pero no una creencia disposicional real. En una concepción disposicionalista de las creencias, no hay creencias ocurrentes, ya que todas las creencias se definen en términos de disposiciones.

### Plena y parcial
Una disputa importante en la epistemología formal se refiere a la cuestión de si las creencias deben conceptualizarse como creencias plenas (full beliefs) o creencias parciales (partial beliefs). Las creencias plenas son actitudes de todo o nada: o uno tiene la creencia en una proposición o no. Esta concepción es suficiente para entender muchas atribuciones de creencias que se encuentran en el lenguaje cotidiano, por ejemplo, la creencia de Pedro de que la tierra es más grande que la luna. Pero algunos casos que involucran comparaciones entre creencias no se capturan fácilmente solo a través de creencias completas, por ejemplo, que la creencia de Pedro de que la tierra es más grande que la luna es más cierta que su creencia de que la tierra es más grande que Venus. Tales casos se analizan más naturalmente en términos de creencias parciales que involucran grados de creencia y que se denomina «credence» en la literatura inglesa. Cuanto mayor sea el grado de una creencia, más seguro estará el creyente de que la proposición creída es verdadera. Esto generalmente se formaliza con números entre 0 y 1: un grado de 1 representa una creencia absolutamente cierta, una creencia de 0 corresponde a una increencia absolutamente cierta y todos los números intermedios corresponden a grados intermedios de certeza. En el enfoque bayesiano, estos grados se interpretan como probabilidades subjetivas, por ejemplo, una creencia de grado 0,9 de que lloverá mañana significa que el agente piensa que la probabilidad de lluvia mañana es del 90%. El bayesianismo utiliza esta relación entre creencias y probabilidades para definir las normas de la racionalidad en términos de las leyes de la probabilidad. Esto incluye tanto las leyes sincrónicas sobre lo que uno debe creer en cualquier momento como las leyes diacrónicas sobre cómo uno debe revisar sus creencias al recibir nueva evidencia.
La pregunta central en la disputa entre creencias plenas y parciales es si estos dos tipos son realmente tipos distintos o si un tipo puede explicarse en términos del otro. Una respuesta a esta pregunta se llama la tesis lockeana (Lockean thesis). Afirma que las creencias parciales son básicas y que las creencias plenas deben concebirse como creencias parciales por encima de un cierto umbral, por ejemplo, que toda creencia por encima de 0,9 es una creencia plena. Los defensores de una noción primitiva de creencias plenas, por otro lado, han tratado de explicar las creencias parciales como creencias plenas sobre probabilidades. Desde este punto de vista, tener una creencia parcial de grado 0,9 de que lloverá mañana es lo mismo que tener una creencia plena de que la probabilidad de lluvia mañana es del 90%. Otro enfoque elude por completo la noción de probabilidad y reemplaza los grados de creencia por grados de disposiciones a revisar creencias plenas. Desde esta perspectiva, tanto una creencia de grado 0,6 como una creencia de grado 0,9 pueden considerarse creencias plenas. La diferencia entre ellas es que la primera creencia puede cambiarse fácilmente al recibir nueva evidencia, mientras que la segunda es más estable.

### Creencia-en y creencia-de-que
Tradicionalmente, los filósofos se han centrado principalmente en sus investigaciones sobre la creencia en la noción de creencia-de-que (belief-that). La creencia-de-que puede caracterizarse como una actitud proposicional hacia una afirmación que es verdadera o falsa. La creencia-en, por otro lado, está más estrechamente relacionada con nociones como la confianza o la fe, ya que se refiere generalmente a una actitud hacia personas. La creencia-en desempeña un papel en muchas tradiciones religiosas en las que la creencia en Dios es una de las virtudes principales de sus seguidores. La diferencia entre la creencia-en y la creencia-de-que es a veces difusa, ya que varias expresiones que utilizan el término «creencia en» parecen ser traducibles en expresiones correspondientes utilizando el término «creencia de que» en su lugar. Por ejemplo, se puede decir que una creencia en las hadas es una creencia de que las hadas existen. No todos los usos de creencia-en se refieren a la existencia de algo: algunos son elogiosos, ya que expresan una actitud positiva hacia su objeto. Se ha sugerido que estos casos también pueden explicarse en términos de creencia-de-que. Por ejemplo, una creencia en el matrimonio podría traducirse como una creencia de que el matrimonio es bueno. Creencia-en se usa en un sentido similar cuando se expresa confianza en sí mismo o en sus capacidades.
Los defensores de una explicación reductora de la creencia-en han utilizado esta línea de pensamiento para argumentar que la creencia en Dios puede analizarse de una manera similar, por ejemplo, que equivale a una creencia de que Dios existe con sus atributos característicos, como la omnisciencia y la omnipotencia. Los opositores de este enfoque suelen admitir que la creencia-en puede implicar varias formas de creencia-de-que, pero que hay aspectos adicionales de la creencia-en que no son reducibles a la creencia-de-que. Por ejemplo, una creencia en un ideal puede implicar la creencia de que este ideal es algo bueno, pero además implica una actitud evaluativa positiva hacia este ideal que va más allá de una mera actitud proposicional. Aplicado a la creencia en Dios, los opositores del enfoque reductivo pueden sostener que una creencia de que Dios existe puede ser una condición previa necesaria para la creencia en Dios, pero que no es suficiente.

### De dicto y de re
La diferencia entre las creencias de dicto y de re o las atribuciones correspondientes se refiere a las contribuciones que los términos singulares como los nombres y otros dispositivos referenciales hacen a las propiedades semánticas de la creencia o su atribución. En contextos regulares, el valor de verdad de una oración no cambia al sustituir términos correferenciales. Por ejemplo, dado que los nombres «Superman» y «Clark Kent» se refieren a la misma persona, podemos reemplazar uno por el otro en la oración «Superman es fuerte» sin cambiar su valor de verdad. Pero este asunto es más complicado en el caso de atribuciones de creencias. Por ejemplo, Lois cree que Supermán es fuerte, pero no cree que Clark Kent sea fuerte. Esta dificultad surge por el hecho de que ella no sabe que los dos nombres se refieren a la misma entidad. Creencias o atribuciones de creencias para las que esta sustitución no funciona generalmente son de dicto, en caso contrario, son de re. Así, en un sentido de re, Lois cree que Clark Kent es fuerte, mientras que en un sentido de dicto no lo cree. Los contextos correspondientes a las atribuciones de dicto se conocen como contextos referencialmente opacos, mientras que las atribuciones de re son referencialmente transparentes.

### Clasificación en la terapia cognitiva
En la terapia cognitiva a veces se distinguir tres tipos de creencias: Creencias básicas (core beliefs o basic beliefs en inglés), creencias intermedias y pensamiento automático.